# Chambérat
Chambérat é uma comuna francesa na região administrativa de Auvérnia-Ródano-Alpes, no departamento Allier. Estende-se por uma área de 27,67 km². Em 2010 a comuna tinha 309 habitantes (densidade: 11,2 hab./km²).